# Нівкі (Опольський повіт)
Нівкі (пол. Niwki, нім. Tempelhof bei Chronstau) — село в Польщі, у гміні Хжонстовиці Опольського повіту Опольського воєводства.
Населення — приблизно 500-1000 осіб (2022).

## Демографія
Демографічна структура станом на 31 березня 2011 року:
|          | Загалом | Допрацездатний вік | Працездатний вік | Постпрацездатний вік |
| -------- | ------- | ------------------ | ---------------- | -------------------- |
| Чоловіки | 91      | 15                 | 65               | 11                   |
| Жінки    | 105     | 21                 | 55               | 29                   |
| Разом    | 196     | 36                 | 120              | 40                   |